# Shikasteh

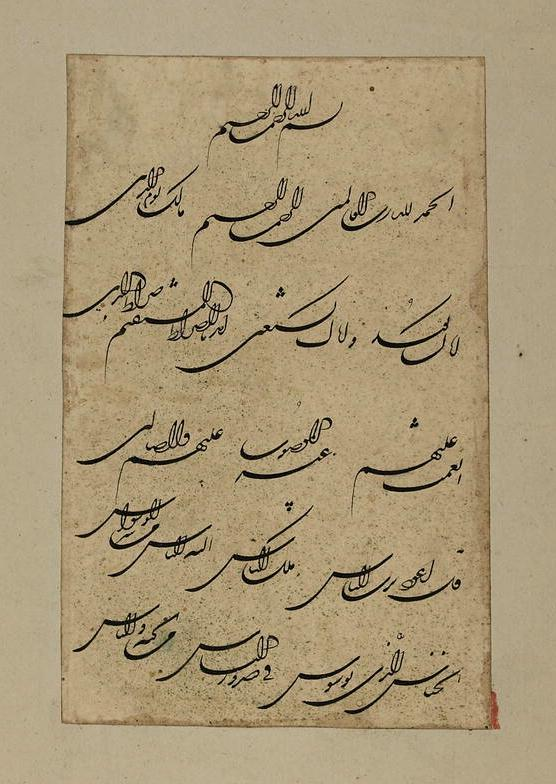
Page calligraphiée en shikasteh dans un Coran (al-Fatiha) du XVIIIe siècle.

Le style shikasteh (littéralement « brisé ») ou shikastah nastaʿlīq est un des styles calligraphiques arabes dérivé des styles taʿliq et du nastaʿlīq, utilisé en persan et ourdou et inventé au XVIIIe siècle par le calligraphe Darvish ʿAbd al-Majid al-Taliqani
,.

## Caractéristiques
Le style est caractérisé par un grand nombre de ligatures entrelacées, des traits gras continus et des hampes inclinées.